# 三登駅
三登駅（サムドゥンえき、삼등역）は、朝鮮民主主義人民共和国の平壌直轄市江東郡にある、朝鮮民主主義人民共和国鉄道省が管轄する鉄道駅である。

## 歴史
- 1939年6月29日：開業[1]

## 隣の駅
鉄道省
平徳線
松街駅 - 三登駅 - 黒嶺駅
三登炭鉱線
三登駅 - 岱里駅